# وستلي وترلس (كامبريدجشير)
وستلي وترلس (بالإنجليزية: Westley Waterless)‏ هي قرية و أبرشية مدنية تقع في المملكة المتحدة في إنجلترا. يقدر عدد سكانها بـ 155 نسمة .